# Шульман, Джулиус (фотограф)

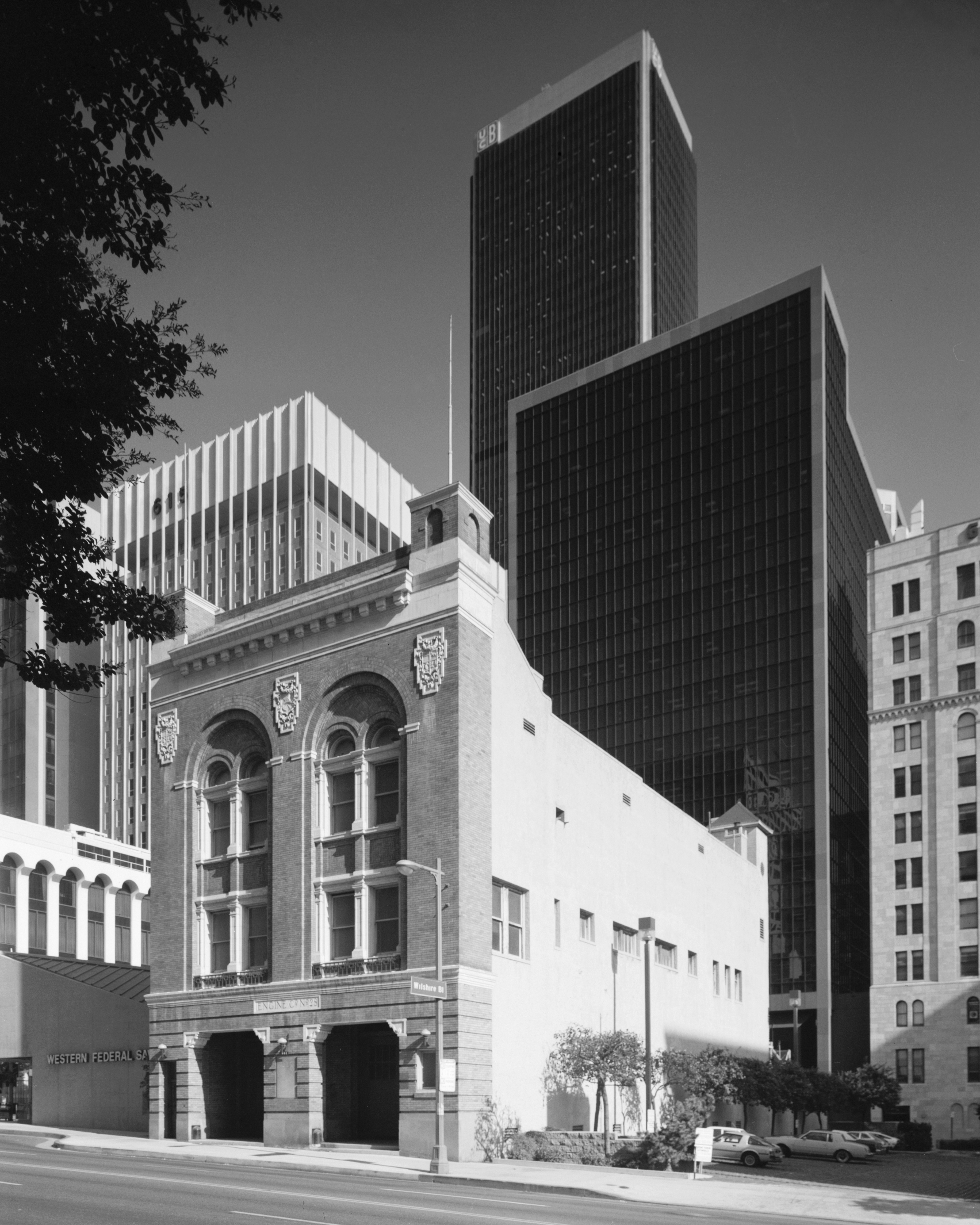
Fire Station No. 28

Джулиус Шульман, Юлиус Шульман (англ. Julius Shulman; 10 октября 1910, Бруклин, Нью-Йорк — 15 июля 2009) — американский фотограф, прославившийся своими снимками архитектуры американского модернизма.
Наиболее известная работа Шульмана — «Case Study House #22, Los Angeles, 1960. Pierre Koenig, Architect». Фотографии Шульмана прославляли калифорнийский модерн по всему миру.
Посредством множества его книг, выставок и личных выступлений, его творчество вышло на новый виток признания в начале 1990-х. Обширная библиотека его изображений в настоящий момент хранится в Центре Гетти в Лос-Анджелесе.
Шульман действительно прекрасно понимал, как представить сухую модернистскую архитектуру в самом выгодном ключе. Для этого требовался естественный свет, в котором дом словно сиял, а его очертания приобретали четкость. Также фотографировал много зданий в стиле модерн.

## Биография
Детство
Родился Джулиус Шульман в США в Бруклине 1910 года. О его детстве толком ничего не известно. Единственное что в детстве он был самоучкой, и никогда не сдавался.
Профессиональная деятельность
1. В середине прошлого века, после окончания Второй мировой войны, в США был запущен оригинальный и очень смелый проект - «Case Study Houses» который действовал с 1945 по 1966 года.
По задумке организаторов наиболее значительным архитекторам эпохи послевоенного строительного бума было предложено спроектировать, и возвести недорогие и современные жилые дома, доступные по ценам и предназначенные для так называемого «среднего класса». Одним из организаторов выступил журнал «Arts & Architecture». Летописцем этих архитектурных изысканий и стал Юлиус Шульман.
Многие объекты американского модернизма не сохранились до нашего времени, а потому представление о них можно получить только из фотографий работы Шульмана. Они и являются свидетельствами необычных и дерзких для того времени решений. Выставки Шульмана вызывали неизменный интерес не только в США, но и далеко за пределами.
2. В Лос-Анджелесе есть улица, которая сворачивает с бульвара Сансет и спиралью уходит в гору. Если подняться на вершину, перед вами откроется вид на равнину и Тихий океан, а по ночам отсюда можно наблюдать, как далекие огни города соединяются в причудливые линии. Когда в конце 1940-х Джулиус Шульман обнаружил это место, то заказал своему другу архитектору-модернисту Рафаэлю Сориано дом из стали, дерева и стекла с видом на город.
3. В Европе сделанные фотографом снимки уже тогда выставлялись в крупнейших музеях мира, а фотоальбомы его работ неоднократно переиздавались. Спустя более 50 лет, архитектор Джефри Айстер, пытаясь переосмыслить проект «Case Study Houses» с учетом изменившегося контекста, проектирует еще 18 домов. И тут история делает немыслимо красивый поворот - пятьдесят лет спустя Юлиус Шульман снова возвращается к «своей» теме, фотографируя уже постройки Айстера.
Именно Юлиус Шульман своими фотографиями дал толчок в карьере таким архитекторам, как Франк Ллойд Райт, Ричард Ньютра, Джон Лотнер и многим другим. Документальный фильм о жизни великого человека с фотокамерой в руках «Visual Acoustics: The Modernism of Julius Shulman» получил приз зрительских симпатий на кинофестивале в Палм-Спрингс в 2009 году.

## Память
- Юлиус Шульман скончался 15 июля 2009 года в Лос-Анджелесе в возрасте 98 лет. «Он превратил архитектурную фотографию, носившую сугубо коммерческий статус, в вид искусства», - заявил официальный представитель Шульмана, сообщая о его смерти.
- В 1987 году Дом Шульмана получил статус памятника культурного наследия города Лос-Анджелеса.
- Сейчас Лорел-каньон, в середине прошлого века представлявший собой высушенную солнцем пустыню, густо зарос высокими деревьями и кустами. За ними сложно разглядеть и дом, в котором знаменитый фотограф прожил почти шестьдесят лет, и соседние здания, построенные его друзьями-архитекторами.[6]